# Aiglun (Alpes-Maritimes)
Pour les articles homonymes, voir Aiglun.
Aiglun est une commune française située dans le département des Alpes-Maritimes, en région Provence-Alpes-Côte d'Azur.

## Toponymie
Le nom de la commune apparaît pour la première fois dans les textes vers 1200, sous la forme Ayglezuni. Il est constitué du mot latin Aquila, aigle, et du gaulois dunum, hauteur, et signifierait la hauteur de l’aigle.
Eiglù en provençal.

## Histoire
Dans une charte de 1039, l'abbaye Saint-Victor de Marseille reçoit des biens à Aiglun.
On ne trouve ensuite de citations d'Aiglesunum ou d'Aigledunum qu'au XIIIe siècle.
Isnard du Bar, de la maison de Grasse, commandeur de Saint-Jean-de-Jérusalem, prieur de Capoue, Grand sénéchal de Provence, a reçu de la reine Jeanne, en récompense de ses services, les terres du Mas et d'Aiglun, le 7 juillet 1348. Il a fait donation de la terre d'Aiglun à son cousin Pons des Ferres, le 18 mai 1349. La famille de Grasse perdit provisoirement ses fiefs dans le comté de Nice au moment de la dédition de Nice car elle est restée fidèle aux comtes de Provence.
En 1388, le village d'Aiglun se retrouve sous la protection des Savoie, comme le reste de la région, lors de la dédition de Nice à la Savoie le 28 septembre 1388, formant les Terres neuves de Provence, qui deviennent le comté de Nice en 1526.
La famille de Grasse vend le fief d'Aiglun aux frères Georges et Claude Malopera en 1562. Les frères Vincent et Barthélemy Caissotti acquièrent les fiefs du Mas et d'Aiglun en 1584. Le fief d'Aiglun passe ensuite aux Fabri en 1634, aux Claretti en 1670, aux Bonetto en 1673, aux Blanchi de Saint-Sauveur-sur-Tinée en 1754.
Lors du traité de Turin du 24 mars 1760, elle devient française (le royaume de France et celui de Sardaigne procédèrent à des rectifications de frontière, et par conséquent a lieu un échange de territoires). Le fief revient à la Couronne. La commune dépend alors de la viguerie de Grasse.
En 1790, au moment de la création des départements, la commune fait partie du département du Var.
Avec le rattachement du  comté de Nice à la France, en 1860, Aiglun, avec l'ensemble de l'arrondissement de Grasse, est rattaché au nouveau département des Alpes-Maritimes, le 23 juin 1860.

## Géographie

### Localisation
Aiglun est un village perché de la vallée de l'Estéron, dans le haut-pays grassois, au centre-ouest du département des Alpes-Maritimes à 20 km au nord de Grasse et 11 km au sud de Puget-Théniers.
Hameaux :
* Hameau de Vascogne,
* Hameau des Lones.

### Géologie et relief
Commune membre du Parc naturel régional des Préalpes d'Azur, dans les Préalpes de Grasse.
Les principaux sommets de la commune sont :
- le mont Saint-Martin (1 258 m) ;
- un sommet secondaire du pic de Fourneuby[5] à 1 541 m[6].

La commune se compose de 40,53 hectares de territoires artificialisés (5,73 %), 484,85 hectares de territoires agricoles (68,58 %) et 181,78 hectares de forêts et milieux semi-naturels (25,71 %).
Espaces naturels :
- Un espace protégé hors Natura 2000 :

Préalpes D’Azur.
- Six zones naturelles d'intérêt écologique, faunistique et floristique (Znieff) :

Montagne du Cheiron,
Clue du Riolan et cîme de la Cacia,
Clue d'Aiglun,
L'Estéron,
Vallée de l'Estéron oriental d'Aiglun à Gilette,
Crête du Cheiron.

### Sismicité
Commune située dans une zone de sismicité moyenne,.

### Hydrographie et eaux souterraines

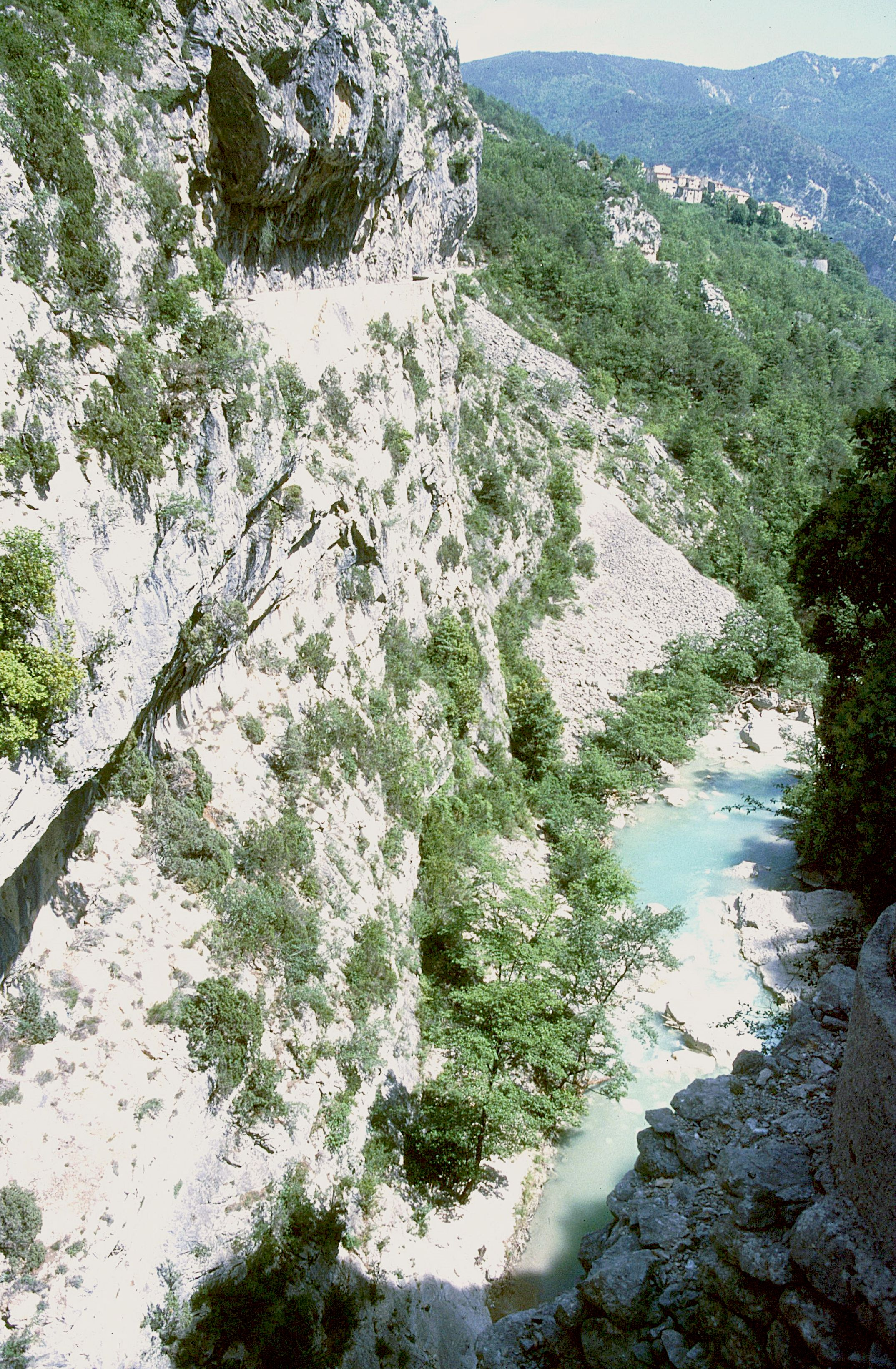
La clue d'Aiglun.

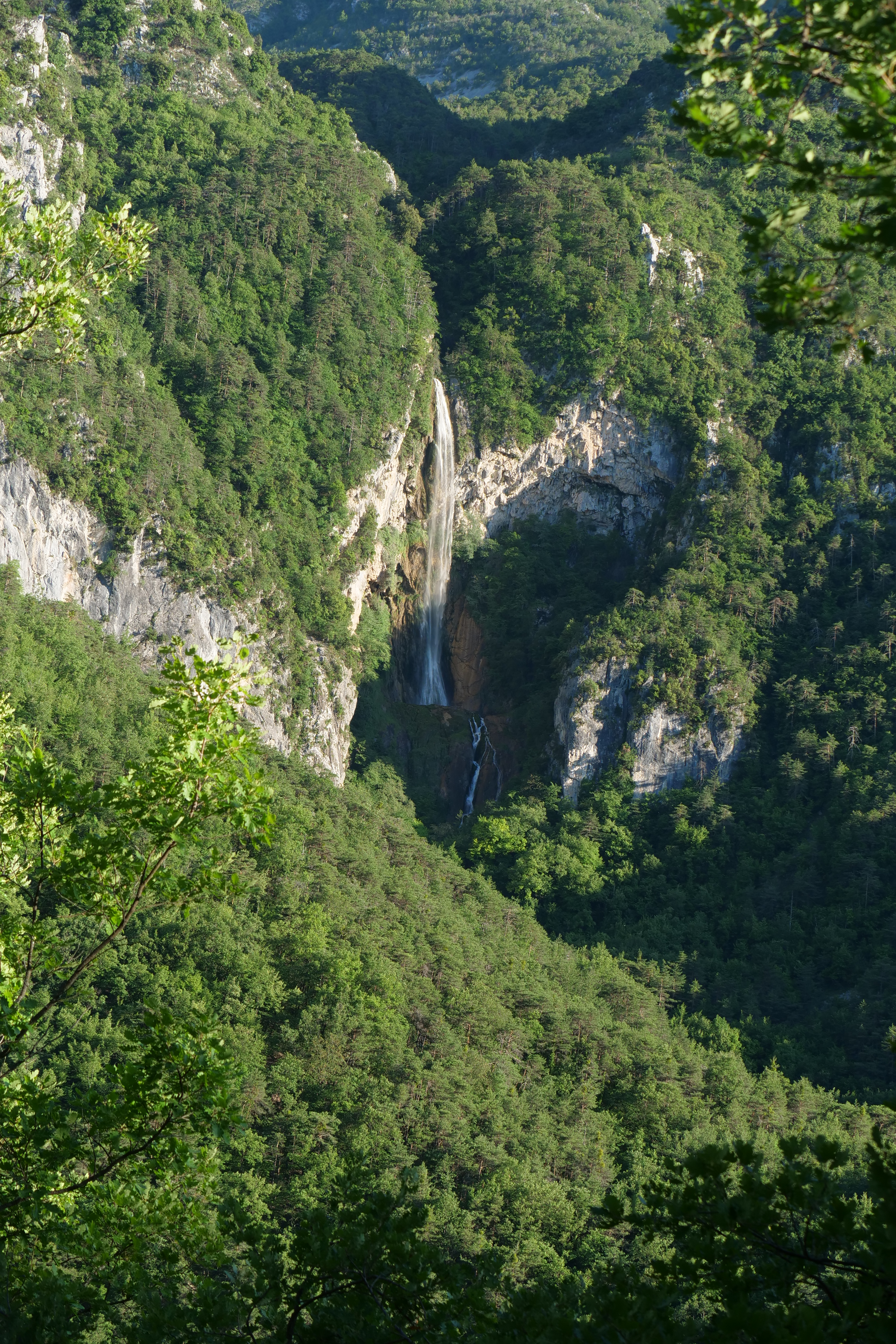
Cascade du Végay depuis Aiglun.

Cours d'eau sur la commune ou à son aval :
- rivière l'Estéron,
- la Gironde,
- le Rioulan,
- vallons de Végay, de la Roche Clave, de St-Joseph, de l'Estrech, du Pont.
- La clue d’Aiglun[19],[20].

 Site classé (1933) :

La cascade du Végay à Aiglun, chute du vallon de Végay, affluent de l'Estéron, est un site classé parmi les sites et monuments naturels de caractère artistique, historique, scientifique, légendaire ou pittoresque du département des Alpes-Maritimes par arrêté du 6 novembre 1933,.

### Climat
Pour des articles plus généraux, voir Climat de Provence-Alpes-Côte d'Azur et Climat des Alpes-Maritimes.
En 2010, le climat de la commune est de type climat méditerranéen altéré, selon une étude du Centre national de la recherche scientifique s'appuyant sur une série de données couvrant la période 1971-2000. En 2020, Météo-France publie une typologie des climats de la France métropolitaine dans laquelle la commune est exposée à un climat méditerranéen et se trouve dans la région climatique Var, Alpes-Maritimes, caractérisée par une pluviométrie abondante en automne et en hiver (250 à 300 mm en automne), un très bon ensoleillement en été (fraction d’insolation > 75 %), un hiver doux (8 °C) et peu de brouillards.
Pour la période 1971-2000, la température annuelle moyenne est de 12,2 °C, avec une amplitude thermique annuelle de 16,4 °C. Le cumul annuel moyen de précipitations est de 1 072 mm, avec 6 jours de précipitations en janvier et 4,3 jours en juillet. Pour la période 1991-2020, la température moyenne annuelle observée sur la station météorologique de Météo-France la plus proche, « Le Mas », sur la commune du Mas à 5 km à vol d'oiseau, est de 9,1 °C et le cumul annuel moyen de précipitations est de 1 236,8 mm. 
La température maximale relevée sur cette station est de 32,5 °C, atteinte le 28 juin 2019 ; la température minimale est de −13,5 °C, atteinte le 14 février 2009,,.
Les paramètres climatiques de la commune ont été estimés pour le milieu du siècle (2041-2070) selon différents scénarios d'émission de gaz à effet de serre à partir des nouvelles projections climatiques de référence DRIAS-2020. Ils sont consultables sur un site dédié publié par Météo-France en novembre 2022.

### Voies de communications et transports

#### Voies routières
La commune est desservie par la départementale RD 10 qui la traverse d’Est en Ouest.

#### Intercommunalité
Commune membre de la Communauté de communes Alpes d'Azur.

## Urbanisme

### Typologie
Au 1er janvier 2024, Aiglun est catégorisée commune rurale à habitat très dispersé, selon la nouvelle grille communale de densité à 7 niveaux définie par l'Insee en 2022.
Elle est située hors unité urbaine. Par ailleurs, la commune fait partie de l'aire d'attraction de Nice, dont elle est une commune de la couronne,. Cette aire, qui regroupe 100 communes, est catégorisée dans les aires de 200 000 à moins de 700 000 habitants,.

### Occupation des sols
L'occupation des sols de la commune, telle qu'elle ressort de la base de données européenne d’occupation biophysique des sols Corine Land Cover (CLC), est marquée par l'importance des forêts et milieux semi-naturels (97,9 % en 2018), une proportion identique à celle de 1990 (97,9 %). La répartition détaillée en 2018 est la suivante : 
forêts (81,6 %), milieux à végétation arbustive et/ou herbacée (8,9 %), espaces ouverts, sans ou avec peu de végétation (7,4 %), prairies (2,1 %).
L'évolution de l’occupation des sols de la commune et de ses infrastructures peut être observée sur les différentes représentations cartographiques du territoire : la carte de Cassini (XVIIIe siècle), la carte d'état-major (1820-1866) et les cartes ou photos aériennes de l'IGN pour la période actuelle (1950 à aujourd'hui).

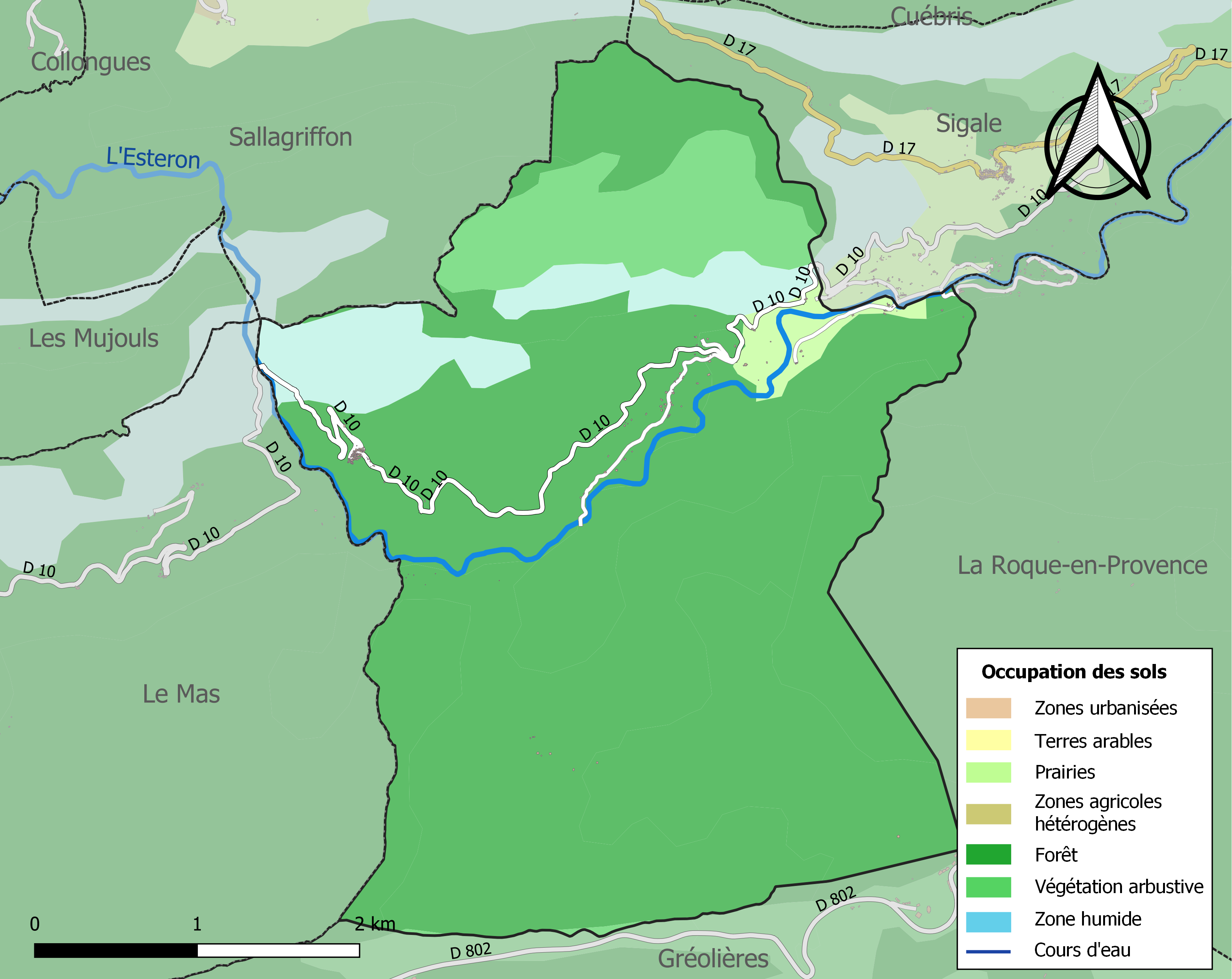
Carte de l'occupation des sols de la commune en 2018 (CLC).

## Politique et administration

### Liste des maires
| Période                                  | Période          | Identité         | Étiquette | Qualité     |
| ---------------------------------------- | ---------------- | ---------------- | --------- | ----------- |
| Les données manquantes sont à compléter. |                  |                  |           |             |
| 2001                                     | 2005             | Irène Montiglio  | SE        |             |
| 2005                                     | 2014             | Charles Bremond  | DVD       |             |
| 2014                                     | 15 décembre 2018 | Didier Nicolas   | SE        | Employé     |
| 15 décembre 2018                         | 2020             | Mario Morales    |           |             |
| 2020                                     | En cours         | Anthony Salomone | SE        | Indépendant |

### Budget et fiscalité 2023

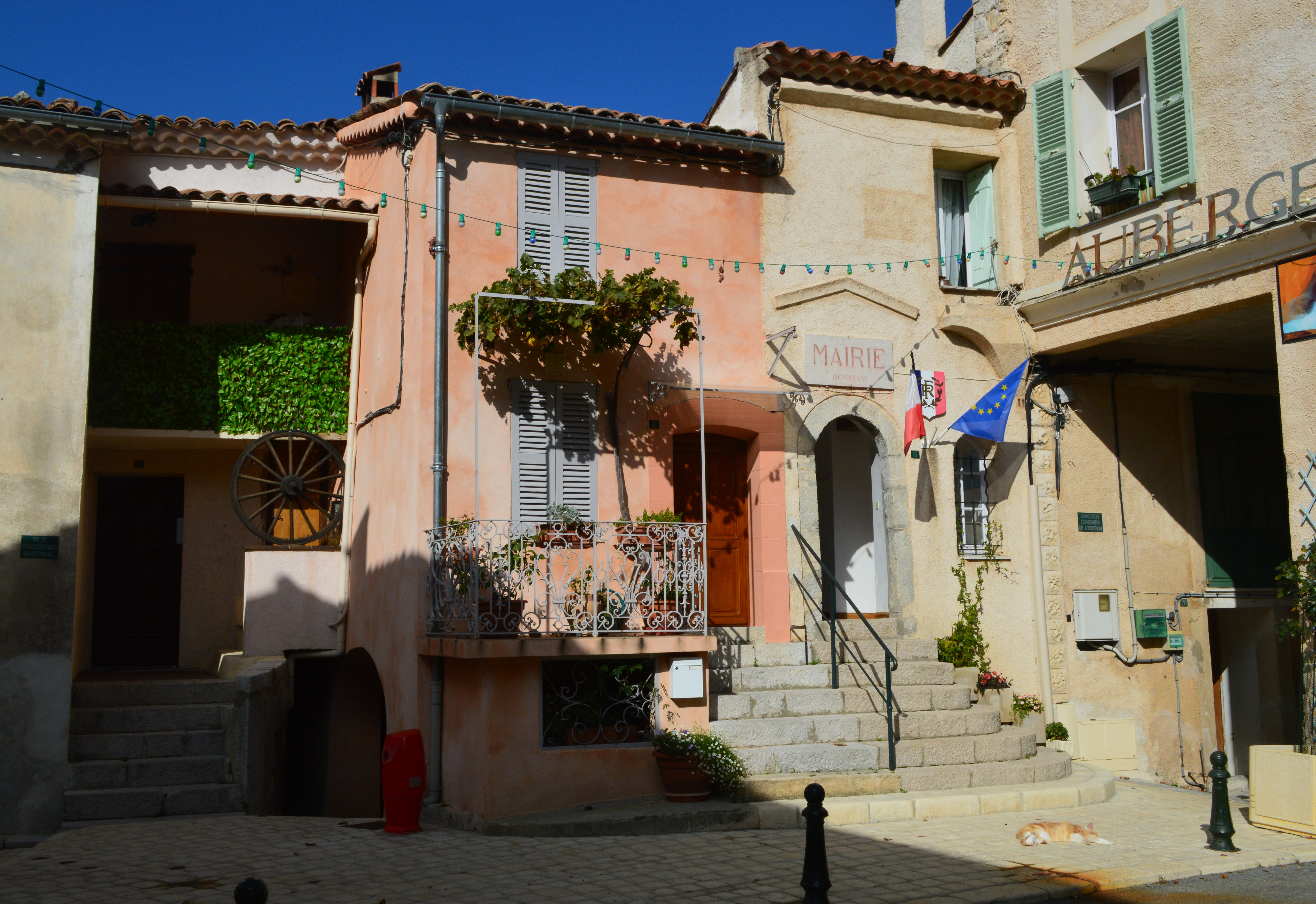
Mairie et auberge.

En 2023, le budget de la commune était constitué ainsi :
- total des produits de fonctionnement : 176 000 €, soit 1 897 € par habitant ;
- total des charges de fonctionnement : 160 000 €, soit 1 718 € par habitant ;
- total des ressources d'investissement : 571 000 €, soit 6 138 € par habitant ;
- total des emplois d'investissement : 116 000 €, soit 1 249 € par habitant ;
- endettement : 577 000 €, soit 6 206 € par habitant.

Avec les taux de fiscalité suivants :
- taxe d'habitation : 16,53 % ;
- taxe foncière sur les propriétés bâties : 18,82 % ;
- taxe foncière sur les propriétés non bâties : 34,41 % ;
- taxe additionnelle à la taxe foncière sur les propriétés non bâties : 0,00 % ;
- cotisation foncière des entreprises : 0,00 %.

Chiffres clés Revenus et pauvreté des ménages en 2021 : médiane en 2021 du revenu disponible, par unité de consommation.

## Population et société

### Démographie

#### Évolution démographique
L'évolution du nombre d'habitants est connue à travers les recensements de la population effectués dans la commune depuis 1793. Pour les communes de moins de 10 000 habitants, une enquête de recensement portant sur toute la population est réalisée tous les cinq ans, les populations de référence des années intermédiaires étant quant à elles estimées par interpolation ou extrapolation. Pour la commune, le premier recensement exhaustif entrant dans le cadre du nouveau dispositif a été réalisé en 2008.

En 2022, la commune comptait 99 habitants, en évolution de +11,24 % par rapport à 2016 (Alpes-Maritimes : +2,85 %, France hors Mayotte : +2,11 %).
| 1793 | 1800 | 1806 | 1821 | 1831 | 1836 | 1841 | 1846 | 1851 |
| ---- | ---- | ---- | ---- | ---- | ---- | ---- | ---- | ---- |
| 240  | 203  | 261  | 250  | 266  | 248  | 351  | 366  | 380  |

| 1856 | 1861 | 1866 | 1872 | 1876 | 1881 | 1886 | 1891 | 1896 |
| ---- | ---- | ---- | ---- | ---- | ---- | ---- | ---- | ---- |
| 344  | 286  | 286  | 272  | 268  | 218  | 187  | 241  | 175  |

| 1901 | 1906 | 1911 | 1921 | 1926 | 1931 | 1936 | 1946 | 1954 |
| ---- | ---- | ---- | ---- | ---- | ---- | ---- | ---- | ---- |
| 150  | 152  | 142  | 100  | 115  | 110  | 123  | 95   | 90   |

| 1962 | 1968 | 1975 | 1982 | 1990 | 1999 | 2006 | 2008 | 2013 |
| ---- | ---- | ---- | ---- | ---- | ---- | ---- | ---- | ---- |
| 58   | 50   | 70   | 94   | 91   | 106  | 94   | 90   | 89   |

| 2018 | 2022 | - | - | - | - | - | - | - |
| ---- | ---- | - | - | - | - | - | - | - |
| 93   | 99   | - | - | - | - | - | - | - |

### Enseignement
Établissements d'enseignement :
- Écoles maternelles et primaire à Roquesteron, Gréolières,
- Collèges à Puget-Théniers, Saint-Vallier-de-Thiey, Saint-Martin-du-Var
- Lycées à Vence, Nice, Valdeblore.

### Santé
Professionnels et établissements de santé :
- Maison de santé à Roquestéron
- Médecins à Puget-Théniers, Entrevaux, Bouyon,
- Pharmacies à Entrevaux, Saint-Vallier-de-Thiey,
- Hôpitaux à Puget-Théniers, Villars-sur-Var.

### Cultes
Au XIVe siècle, Aiglun n'était pas encore pourvu d'une église et c'est celle de Sigale qui servait de paroissiale aux deux communautés.
Paroisse catholique, Paroisse Sainte-Marie-des-Sources, Diocèse de Nice.

### Sports
La commune est réputée pour ses sites de canyons et d'escalade. La Paroi Dérobée est le plus connu avec de grandes voies comme Ali Baba ou les Quarante Voleurs.
- Canyoning
- Escalade
- Circuits à vélo "Les boucles d'Azur"
- Randonnées sur le GR4, La Maralpine
- Base Rope
- Trail
- Rallyes d'Antibes et de Grasse

## Économie

### Entreprises et commerces

#### Agriculture
- Vignes.
- Oliviers
- Elevages

#### Tourisme

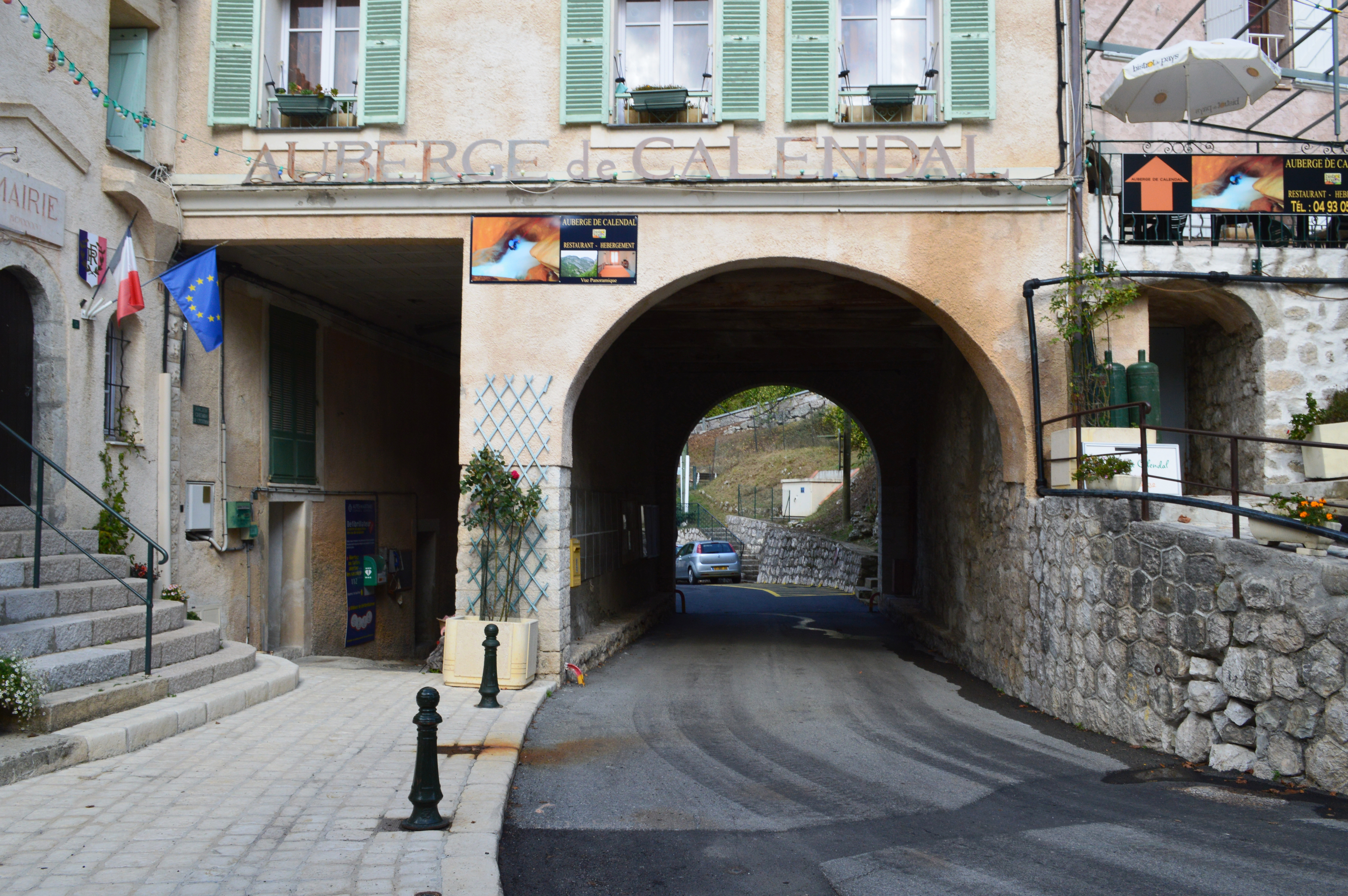
Auberge de Calendal.

- La route des clues[49].
- La Maralpine

#### Commerces
- Auberge[50] de Calendal "Bistrot de Pays"[51],[52].

## Culture locale et patrimoine

### Lieux et monuments

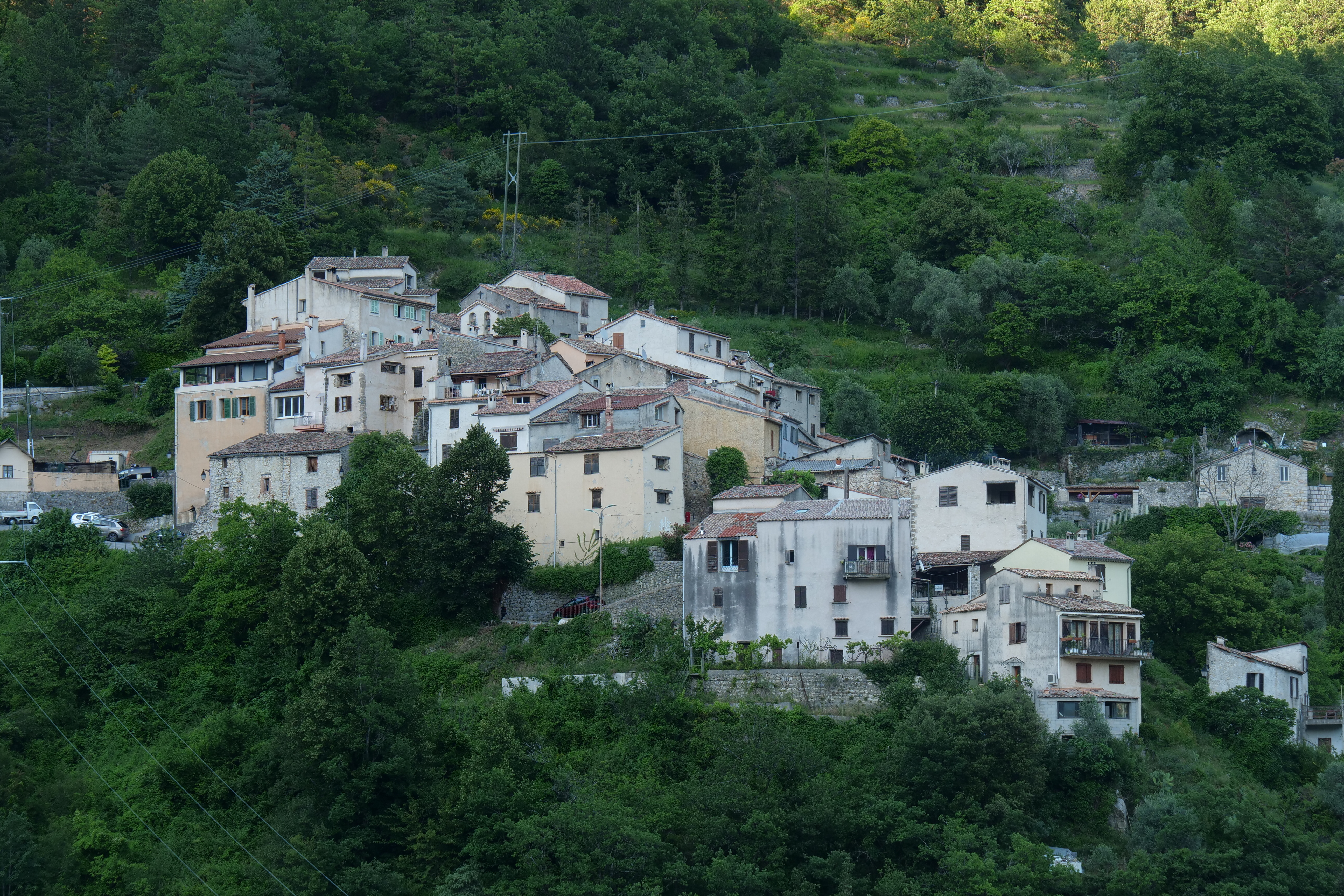
Vue générale.
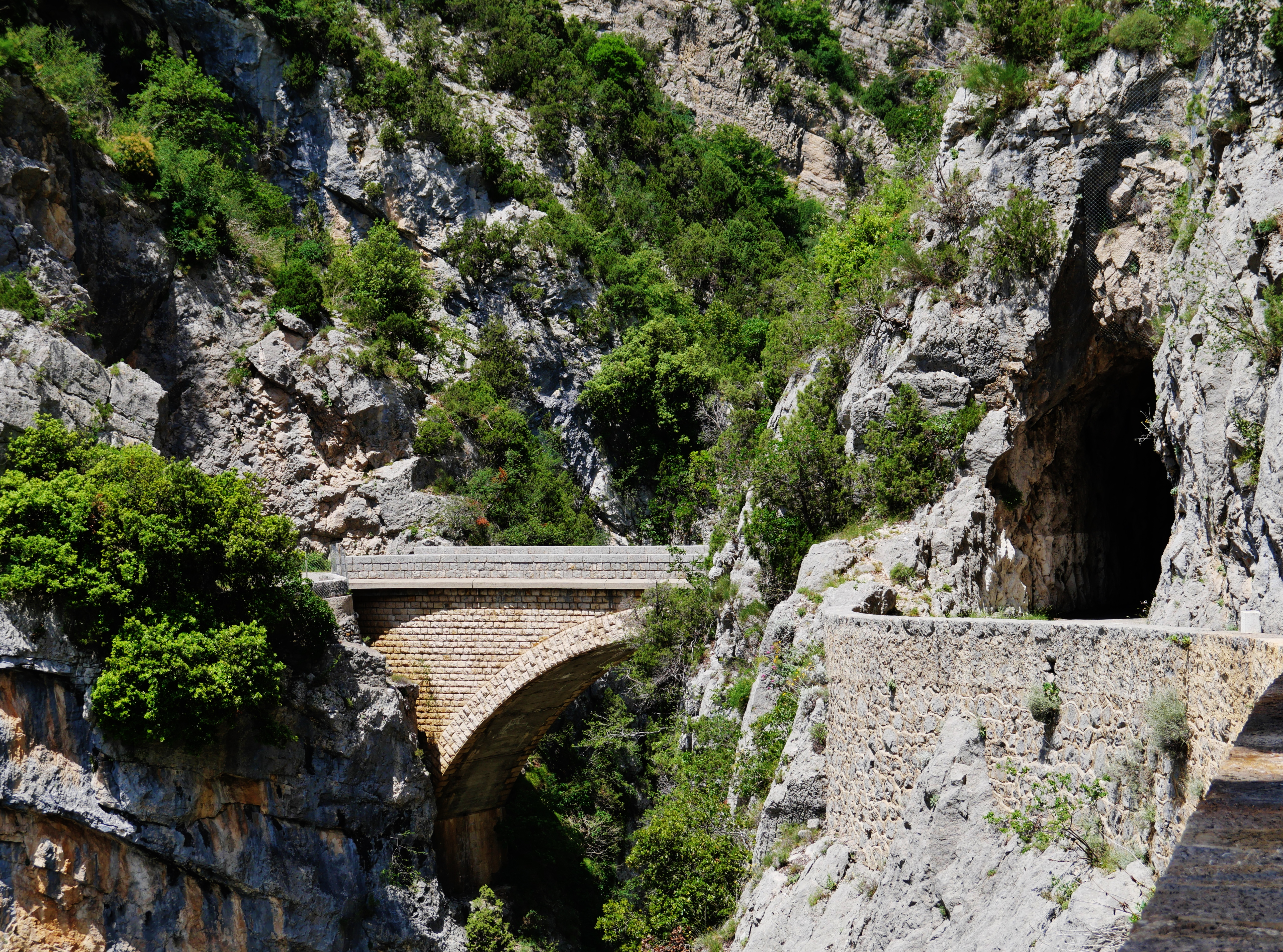
Clue d'Aiglun.
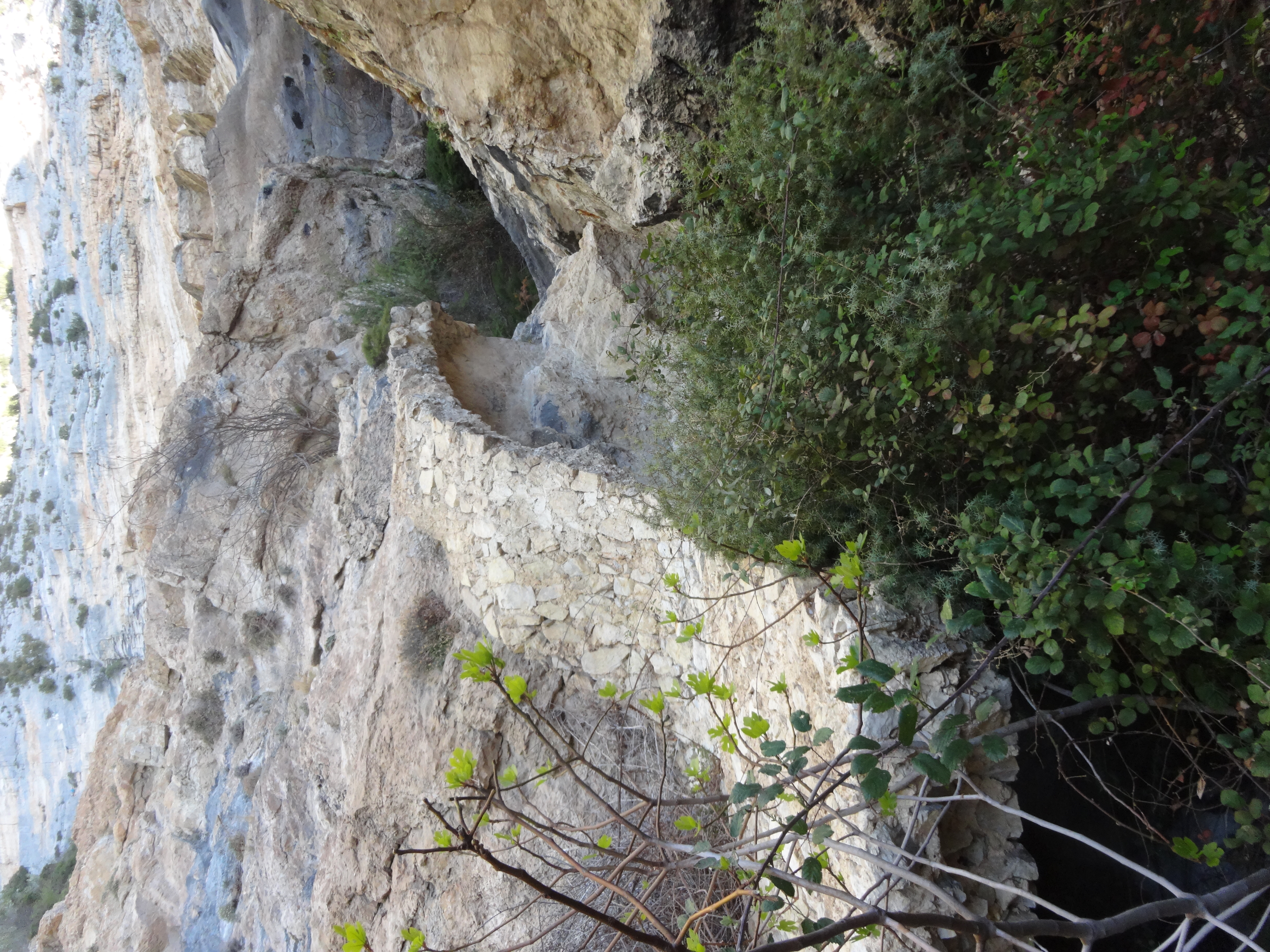
Forteresse troglodyte.
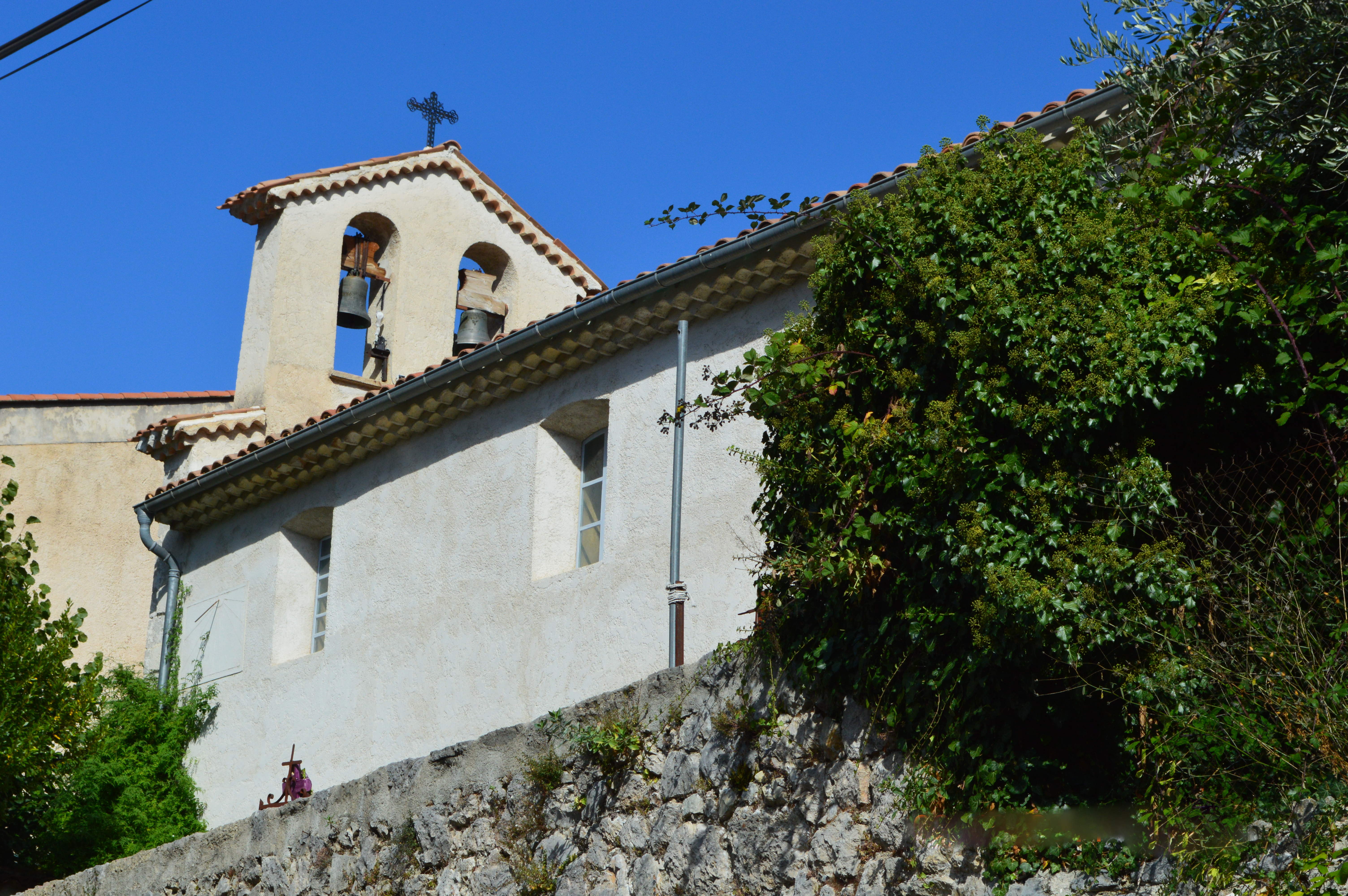
Église Saint-Raphaël.

- Le village est connu des grimpeurs pour ses raides parois de plus de 200 mètres, offrant des itinéraires de haute difficulté. La clue d'Aiglun est également prisée des amateurs de canyoning.
- La forteresse troglodyte[53] dite « château d'Aiglun »[54] construite à proximité du village au-dessus de la sortie de la clue, utilise une grotte prolongée par une vire, plus longue de France, qui permet l'accès à une source, et semble avoir eu un rôle de refuge, plutôt que de poste de guet. Les dernières études font remonter sa construction entre la fin du XVe siècle et le XVIIIe siècle[55].
- Église Saint-Raphaël du XVIIIe siècle[56].
- Chapelle de Notre-Dame, XVIIIe et XIXe siècles[57].
- Chapelle Saint-Joseph, XVIIIe et XIXe siècles, dans le hameau de Vascogne[58].
- Plaque commémorative sur le mur de la maison à gauche de la mairie[59].

### Personnalités liées à la commune
- Fanny Robiane. Fille de Joseph Robin, qui fut maire d'Aiglun au début du XXe siècle, cette actrice française de théâtre est décédée en 1982 à Aiglun, où elle s'était retirée et où elle a laissé de riches archives (livres dédicacés, notamment par Armand Godoy, Jean Richard-Bloch et d'autres ; documents iconographiques ; coupures de presse, etc.). Son souvenir reste vivace chez les Aiglenois qui l'ont connue et des projets sont en cours pour l'honorer. Une association culturelle subventionnée entre autres par la commune et le Conseil général a lancé depuis 2004 des « Rencontres Fanny Robiane » consacrées au théâtre, à la poésie, à la musique et autres manifestations culturelles ponctuelles courant toute l'année. Parfois, ces manifestations sont réalisées en collaboration avec l'Université de Nice.
- Roland Fortin est un acteur qui a vécu à Aiglun, connu pour Les frères Pétard (1986), Série noire (1984) and Last Game (2004).
- Au vieux cimetière du village repose Edmond Joullot, né en 1896 à Paris et mort à Aiglun en 1956. Il était parolier et auteur dramatique, ce qui témoigne d'une longue tradition culturelle aiglenoise. Il était le fils d'Eugène Joullot (1872-1941). Il a également utilisé le pseudonyme Max Pila. Il est notamment l'auteur du texte de l'Expérience du Major Dick (1934).

### Héraldique
| Blason de Aiglun | Blason  | D’azur à l’aigle d’argent empiétant un poisson du même. |
| Blason de Aiglun | Détails | Le statut officiel du blason reste à déterminer.        |